# Tomorrow Starts Today
Tomorrow Starts Today est le premier album du groupe montréalais Mobile contenant les deux singles Montreal Calling et Out Of My Head. Sa date de sortie est le 18 avril 2006.